# Aleksandar Živković (calciatore 1977)
Aleksandar Živković (in serbo Александар Живковић?; Niš, 28 luglio 1977) è un ex calciatore serbo, di ruolo centrocampista.